# Silke Karcher
Silke Karcher (* 1968 in West-Berlin) ist eine deutsche politische Beamtin (Bündnis 90/Die Grünen). Sie war von 2021 bis 2023 Staatssekretärin für Umwelt und Klimaschutz in der Berliner Senatsverwaltung für Umwelt, Mobilität, Verbraucher- und Klimaschutz.

## Leben
Karcher absolvierte 1988 ihr Abitur am Rhein-Sieg-Gymnasium in Sankt Augustin. Anschließend studierte sie von 1989 bis 1996 Technischen Umweltschutz an der Technische Universität Berlin. Dort war sie daraufhin von 1996 bis 2001 als wissenschaftliche Mitarbeiterin tätig und wurde 2000 zur Dr.-Ing. promoviert. Von 2001 bis 2007 arbeitete sie beim Umweltbundesamt, zuletzt als Fachgebietsleiterin im Bereich „Mineral- und Metallindustrie“. Von 2007 bis 2021 war sie in verschiedenen Funktionen im Bundesumweltministerium tätig.
Am 23. Dezember 2021 wurde sie zur Staatssekretärin für Umwelt und Klimaschutz in der Berliner Senatsverwaltung für Umwelt, Mobilität, Verbraucher- und Klimaschutz ernannt. Mit der Bildung des Senates Wegner im April 2023 schied sie als Staatssekretärin aus. Anschließend wechselte sie zurück ins Bundesumweltministerium und wurde Unterabteilungsleiterin für Kreislaufwirtschaft.